# Подгорная (Карелия)
Подго́рная — деревня в составе Новинского сельского поселения Кондопожского района Республики Карелия.

## Общие сведения
Расположена вблизи озера Вашозеро.
Согласно указу Президиума Верховного Совета Карело-Финской ССР от 30 декабря 1953 г. населенные пункты Верхние и Нижние Зады получили наименование Подгорная.

## Население
| 2002 | 2009 | 2010 | 2013 |
| ---- | ---- | ---- | ---- |
| 13   | →13  | ↗17  | ↘12  |

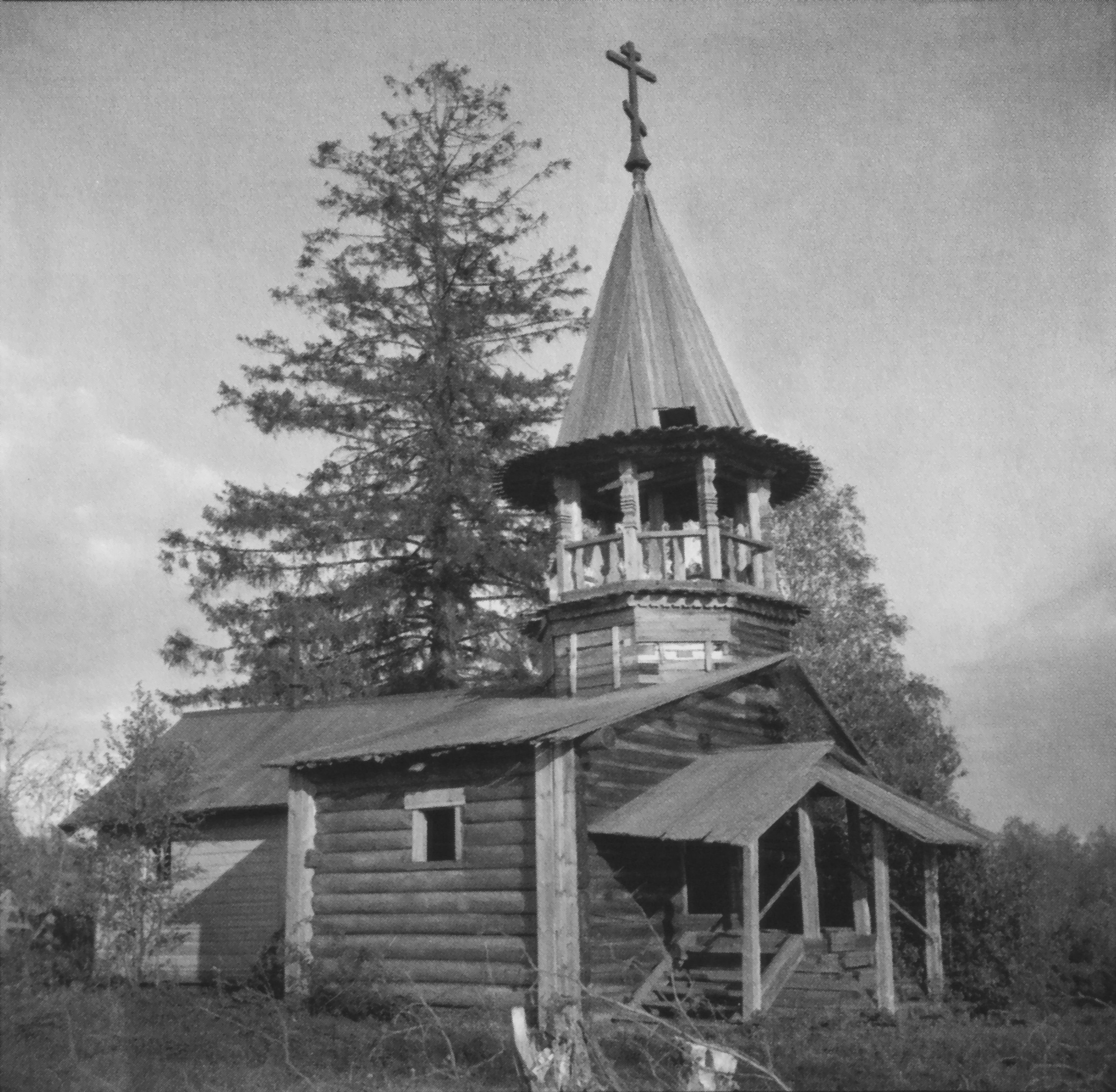
Утраченная часовня в 1943 году